# Казас (приток Мрассу)
Казас (кет. Ӄя сесь — большая река) — река в России, протекает по Новокузнецкому и Мысковскому районам Кемеровской области. Устье реки находится в 17 км от устья по правому берегу реки Мрассу. Длина реки составляет 12 км. У устья реки расположен одноимённый посёлок.

## Данные водного реестра
По данным государственного водного реестра России относится к Верхнеобскому бассейновому округу, водохозяйственный участок реки — Томь от истока до города Новокузнецк, без реки Кондома, речной подбассейн реки — Томь. Речной бассейн реки — (Верхняя) Обь до впадения Иртыша.